# Saint-Michel (Aisne)
Saint-Michel – miejscowość i gmina we Francji, w regionie Hauts-de-France, w departamencie Aisne.
Według danych na styczeń 2014 roku gminę zamieszkiwało 3609 osób, a gęstość zaludnienia wynosiła 85,5 osób/km².